# HellermannTyton
HellermannTyton este o companie multinațională prezentă în 37 de țări pe plan mondial.
Aceasta produce si comercializeaza elemente pentru legarea, fixarea, izolarea, protecția și marcarea cablurilor, conectivitatea și infrastructura rețelelor de date.  
Compania dezvoltă, de asemenea, sisteme în domeniul tehnologiilor de date și rețele. Compania, care operează în 34 de companii surori din întreaga lume, are sediul în Tornesch . Douăsprezece locații sunt, de asemenea, fabrici de producție pentru cele peste 60.000 de produse pe care compania le are în portofoliul său de produse. La locația Tornesch, atât produse standard pentru clienți, cât și piese complexe pentru aplicații foarte specifice (de ex. pentru industria auto).

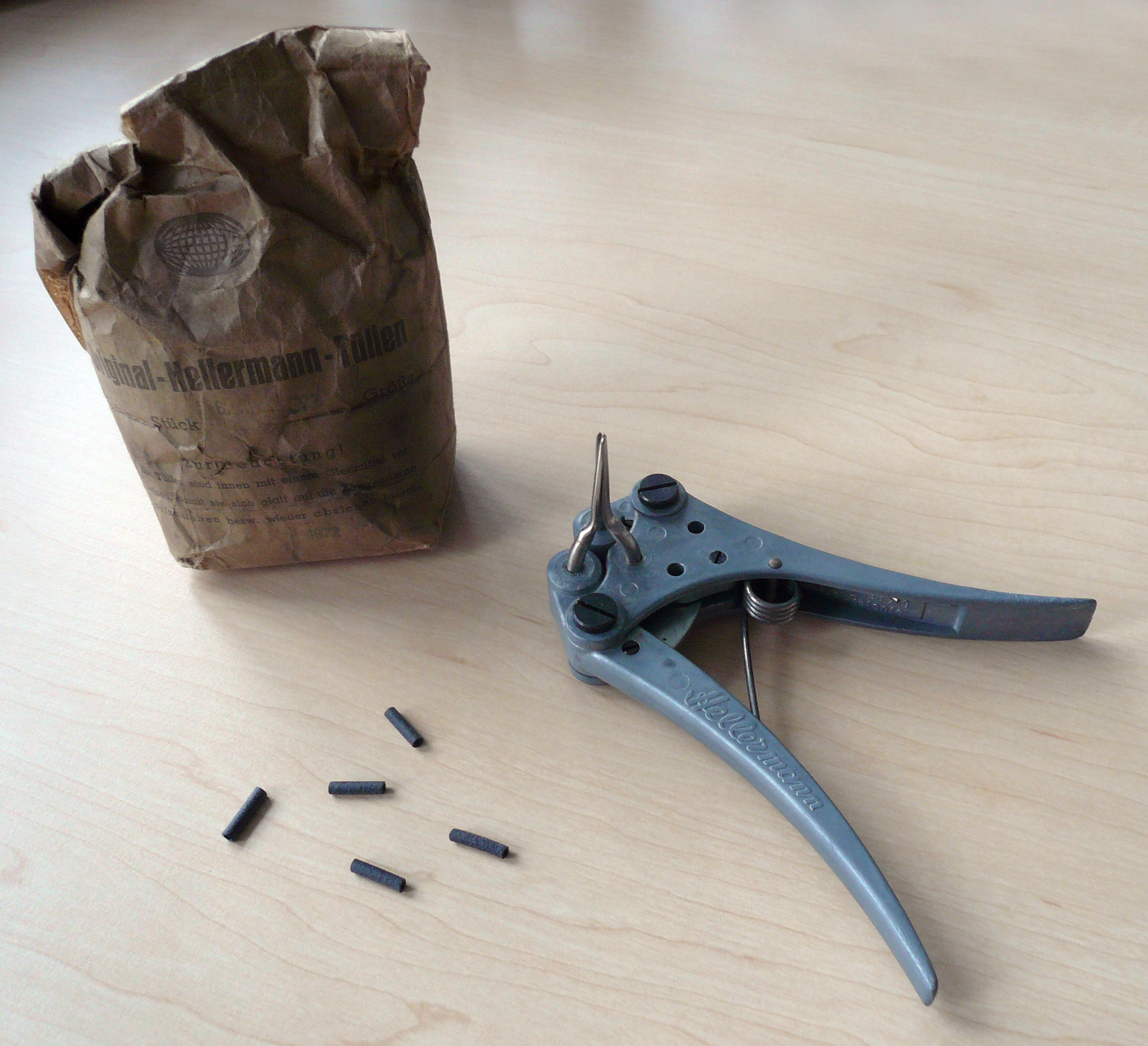
"Instrument de aplicare cu 3 vârfuri pentru tuburi necontractibile", "Garnitură trecere cabluri"

Compania are un număr de peste 5.400 de angajați  în întreaga lume  și are 16 unități de producție și 13 sedii pentru dezvoltarea produselor.
Compania a fost listată la bursa London Stock Exchange până în decembrie 2015, când aceasta a fost achiziționată de Delphi Automotive.După preluarea companiei, Delphi a redenumit și a separat partea activității sale care este axată pe conducere automată și electrificare, numind noua entitate Aptiv.

## Istorie
Compania fost înființată în 1938 de Paul Hellermann și Jack Bowthrope în Croydon, Anglia sub numele Hellermann Electric ca subsidiar al întreprinderii Goodliffe Electric Supplies.
În 1948 HellermannTyton și-a mutat unitatea de producție în Crwaley, în comitatul Sussex. 
Sistemul Tyton, care reprezintă o metodă de legare a cablurilor într-un sistem continuu,  a fost lansat de companie în 1965. În 1969 a fost înfiițată HellermannTyton Corporation în Milwaukee, SUA. În 1976 compania și-a extins activitatea comercială  în industria aerospațială, oferind produse pentru gestiunea cablurilor în avione. 
Începând cu anul 1999, compania a inițiat procesul de armonizare al brandului sub marca HellermannTyton, această fiind înregistrată la nivel mondial.  În anul 2000 s-a înființat o nouă fabrică pentru producție și depozitare în Tornesch, Germania cu o suprafață de 15.000 m².  
În 2006 un proprietar al companiei, Spirent, și-a vândut acțiunile la fonduri controlate de Doughty Hanson & Co la 289 de milione de lire sterline. În septembrie 2013 Doughty Hanson & Co și-a vândut 20.9% din acțiuni la un preț de 119,25 de milioane de lire sterline. 
În iulie 2015 Delphi Automotive a prezentat  o oferta pentru cumpărarea companiei HellermannTyton pentru suma de $1.7 milione de dolari americani. Achiziția a fost completată pe data de 18 decembrie 2015 și HellermannTyton a devenit un element constitutiv al diviziei Engineered Components Group de la Aptiv.

## Originea numelui
Denumirea HellermannTyton este un cuvânt derivat din numele de familie al fondatorului, Paul Hellermann, și din denumirea sistemului Tyton (inventat în 1965), pentru legarea cablurilor într-un sistem continuu.

## Direcții de operare

### Sedii de producție
HellermannTyton comercializează mai mult de 70.000 de produse în întreaga lume în 16 sedii de producție,în următoarele țări: Regatul Unit (Manchaster, Plymouth, Northampton), Polonia (Kotunia, județul Slupca),Franța (Trappes), Singapore (Yishun), Statele Unite ale Americii (Milwaukee), Germania (Tornesch), Africa de Sud (Johannesburg), China (Wuxi), Mexico (Monterrey) și Brazilia (Jundiai).

### Materiale prelucrate
În procesul de producție se folosesc în principal technopolimeri, mai ales PA 6.6 (în diferite variante, de ex.: rezistent la temperaturi ridicate sau scăzute, la UV, la șocuri, cu diferite adaosuri și  în diferite culori.

### Sectoare și divizii
Compania produce pentru diverse piețe și industrii, inclusiv pentru producători de echipamente originale în industria automotive, feroviară, aerospațială, navală, piața energiei regenerabile, precum și produse utilizate în electronică și telecomunicații.
Vânzările de produse sunt clasificate în următoarele segmente:
- Industria electrică: produse pentru OEM, distribuitori, angrosiști, antreprenori, utilizatori finali de pe piața electrică, producători de tablouri electrice, distribuitori pe piața finală a industriei de apărare, energie alternativă sau electronică.[18]
- Industria auto:  include vânzări atât către producători globali de autoturisme, autocamioane și alte vehicule grele de marfă, precum și către distribuitorii acestora (furnizori de nivel 1, 2 și 3).Compania dezvoltă și produce echipamente specifice clienților, cum ar fi elemente de fixare și legare a cablurilor, în special pentru industria auto, care sunt utilizate la uși, în compartimentul motorului (pentru fixarea cablurilor, furtunurilor și conductelor)sau realizarea cablajelor electrice.[19]
- Datacom și altele:: cuprinde produse pentru furnizorii de date și comunicații care necesită medii sigure, cum ar fi: centrele de date și aplicații pentru zone de lucru deschise, precum și vânzări către alte piețe finale de gestionare a cablurilor, incluzând silvicultură, agricultură și ambalaje.[20]
- Dezvoltarea produselor:: Compania dezvoltă produse personalizate condițiilor clienților, cum ar fi colierele de cabluri folosite în industria aerospațială, automotive, de apărare sau de comunicații de date. HellermannTyton investește majoritatea resurselor în dezvoltarea produselor și în procesele avansate de fabricație.[21]